# Insulele Cocos (Myanmar)
Insulele Cocos constituie un arhipelag situat în Golful Bengal, aparținând
Myanmarului. Arhipelagul e format cu trei insule, cu o vegetație tropicală de junglă.
După informatiile, se crede ca insula cea mai mare, a fost inchiriată către China
fiind ca insulele au o poziție strategică pentru interese militare ai chinezilor, chestia
refuzată de guvernele birmanez și chinez.
Arhipelagul este apropiat de insulă birmaneză Preparis

## Insula Coco Mare
|  | Great Coco Island ကိုကိုးကြီးကျွန် Koko Chun (birmaneză) |
|  | --------------------------------------------- |

## Insula Coco Mică
|  | Little Coco Island ကိုကိုးလေးကျွန်း (birmaneză) |
|  | ------------------------------------ |

## Insula Table
|  | Table Island စားပွဲကျွန်း Zabweh Chun (birmaneză) |
|  | ----------------------------------------- |